# Чутівка (річка)
Чу́тівка — річка в Україні, в межах Валківської міської громади Богодухівського району Харківської області та Чутівської селищної громади Полтавського району Полтавської області. Ліва притока Коломаку (басейн Дніпра).

## Опис
Довжина річки 14 км (у межах Полтавської області). Долина трапецієподібна, неглибока. Річище слабозвивисте, у верхній течії часто пересихає. Споруджено кілька ставів.

## Розташування

Туман над Чутівкою в межах Чутового, жовтень 2019 року

Чутівка бере початок у селі Олександрівці, у балці Савранка. Спершу тече на південний захід, в середній течії — на захід, у пониззі — на північний захід. Впадає до Коломаку біля західної околиці смт Чутове.
На березі Чутівки розташоване смт Чутове і кілька сіл.

## Притоки
- Балка Лелечина - ліва притока у Валківській громаді. Бере початок у селі Благодатне, тече переважно на захід і впадає у Чутівку на півночі від села Новоселівка.
- Балка Дубина - ліва притока у Валківській громаді. Бере початок у селі Новоселівка, тече переважно на північний захід і впадає у Чутівку на північному заході від цього ж села.
- Балка Скотувата - права притока у валківській громаді. Бере початок у селі Сидоренкове, тече переважно на південний захід і впадає у чутівку на північному сході від села Лозуватка[2].